# Поляки в Азербайджане
Поляки в Азербайджане (пол. Polacy w Azerbejdżanie, азерб. Polyaklar Azərbaycanda) — этнические поляки, живущие на территории Азербайджана.

## История
Появление поляков на территории нынешнего Азербайджана обусловливалась «нефтяным бумом» в XIX—XX вв, и последовавшим за ним активным развитием города Баку. Развивающемуся Баку требовались архитекторы, нефтяники, инженеры и прочие специалисты. Одними из первых специалистов в нефтяной промышленности Баку были Павел Потоцкий и Витольд Згленицкий, ими были проведены работы по засыпке Бибиэйбатской бухты для добычи нефти. Эти исследования имели огромное значение для дальнейшего промышленного развития Азербайджана.
Польскими архитекторами Гославским, Плошко, Скуревичем, Скибинским и другими в Баку были построены такие здания как здание Мэрии города Баку, Президиума академии наук — Исмаилии, Дворец Тагиева, Дворец Мухтарова, мусульманской женской школы, множество жилых домов в исторической части города и несколько мечетей.

## Польская община Азербайджана
Польская община «Полония — Азербайджан» прошла государственную регистрацию в Министерстве юстиции 24 апреля 2003 г. В члены азербайджанской Полонии вступили поляки и лица польского происхождения.

## Здания в Баку, построенные польскими архитекторами

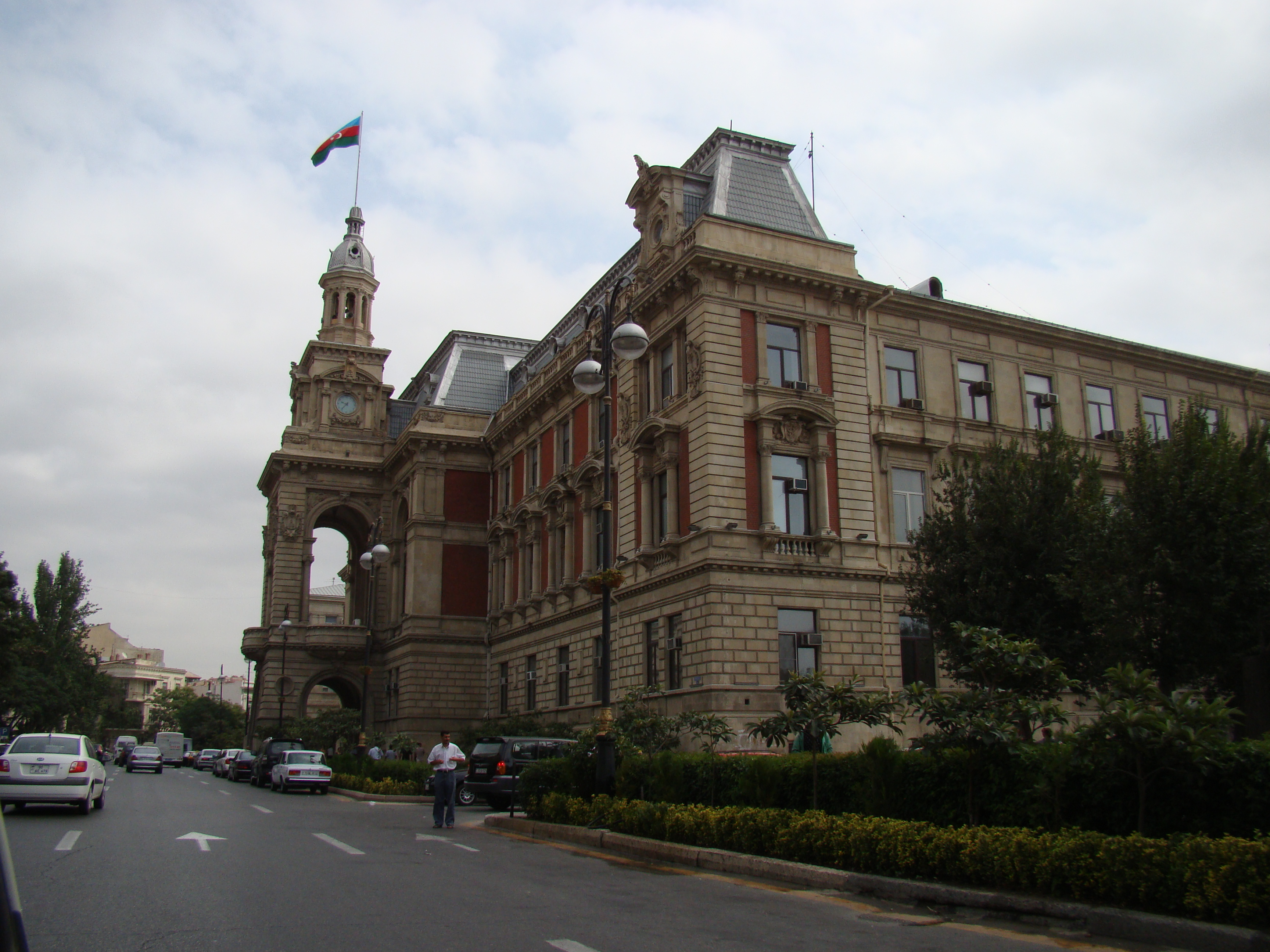
Здание мэрии г. Баку Архитектор Иосиф Гославский
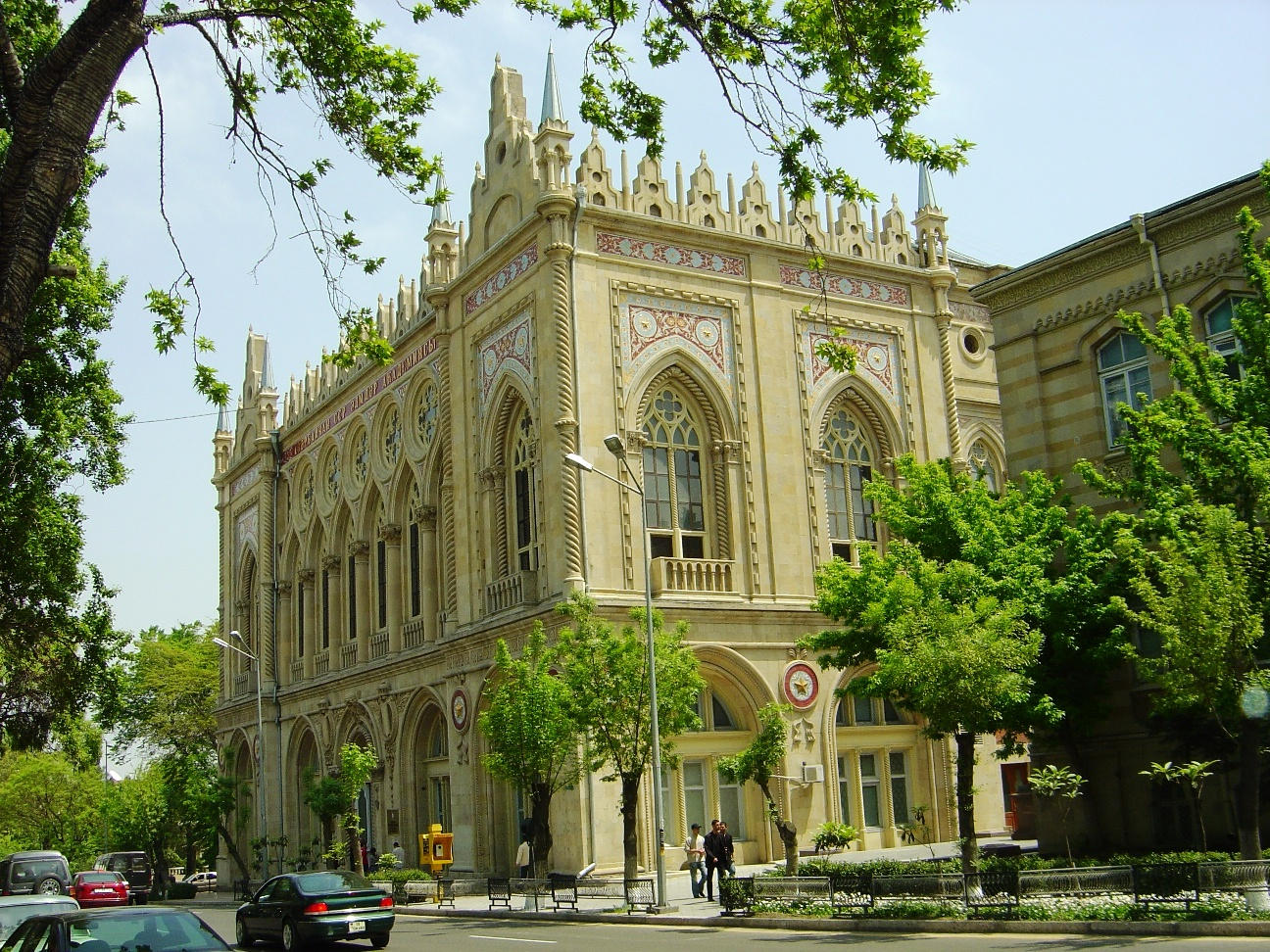
Здание Исмаиллия. Архитектор И. Плошко
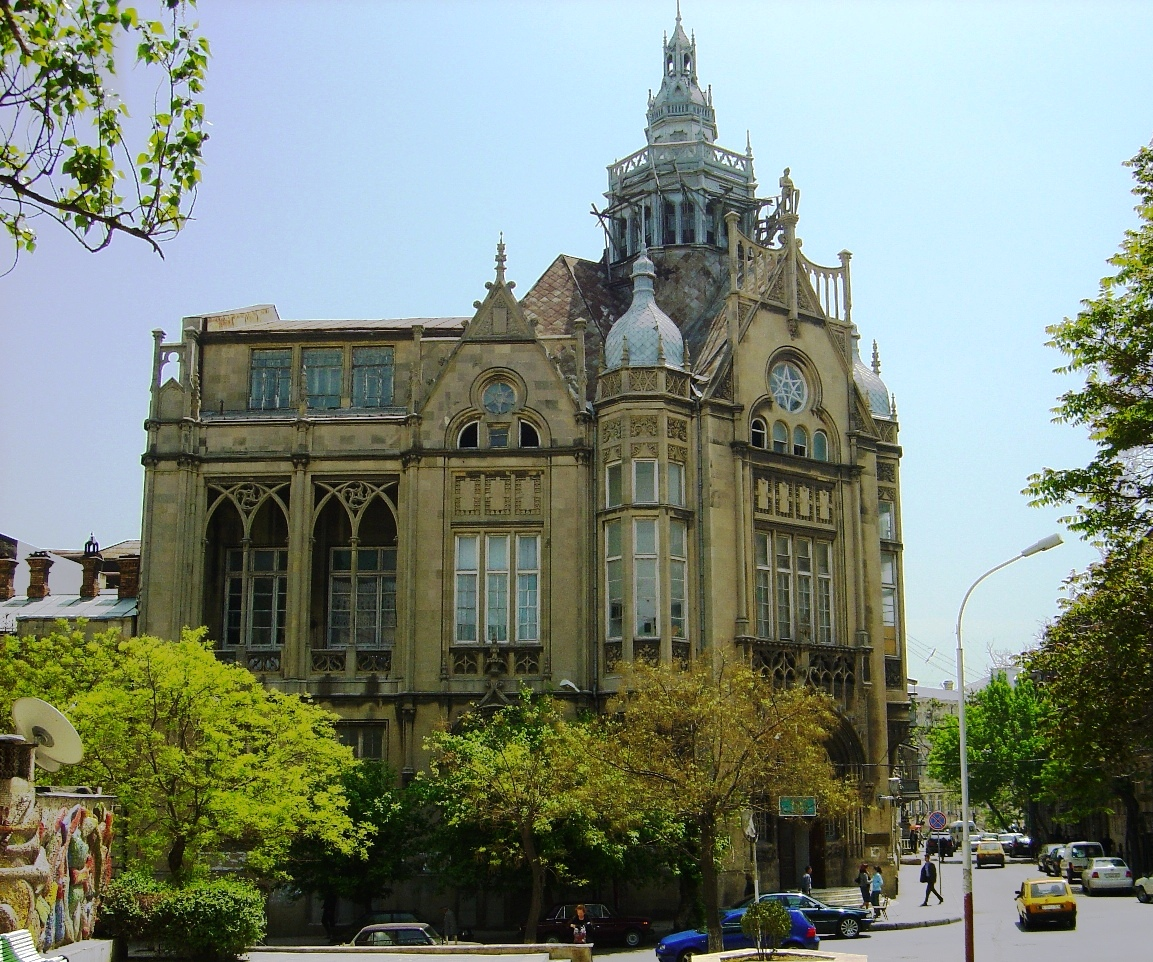
Дворец Мухтарова. Архитектор И. Плошко
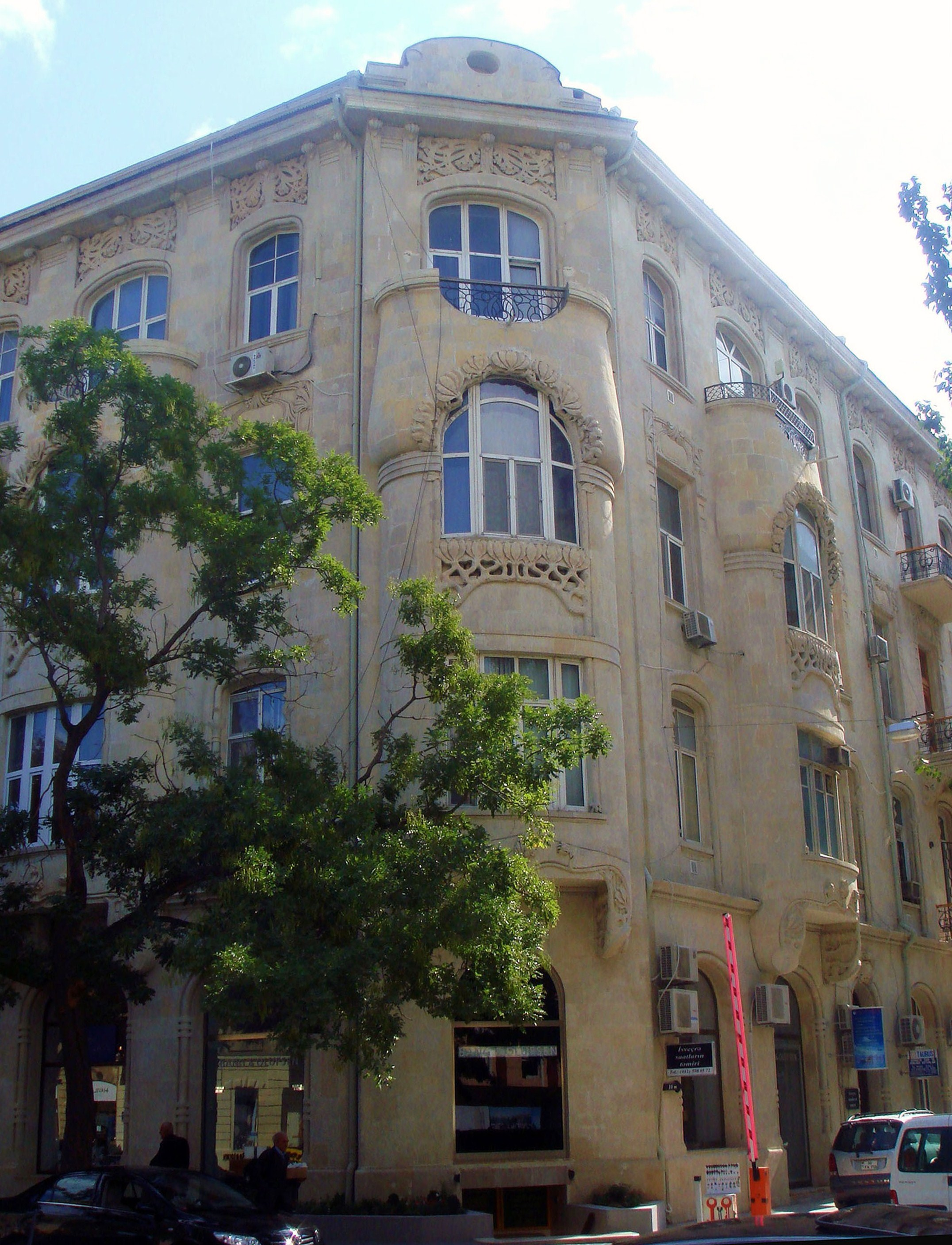
«Нагиевский» дом в Баку